# 安德烈·拉夫科夫
安德烈·阿列克谢耶维奇·拉夫科夫（1967年6月25日—），白俄罗斯军事领导人，前国防部长（2014年－2020年）。

## 生平
1967年生于白俄罗斯维捷布斯克州列维亚基村。1984年，毕业于明斯克苏沃洛夫军事学校。1988年，毕业于莫斯科高等联合兵种指挥学校。1999年，毕业于白俄罗斯军事学院。2005年，毕业于俄罗斯总参谋部军事学院，任第103近卫独立机动旅旅长。2006年至2012年，任西部作战司令部副参谋长、作战处处长。2012年11月16日，任西北作战司令部司令。2014年11月，任国防部长。2015年5月，晋升中將。2020年1月，任安全会议国务秘书。

## 军衔
- 中將（2015年5月7日）[3]
- 少将（2011年2月22日）
- 上校（2004年5月26日）